# Малі Виниці
Малі Виниці (словен. Male Vinice) — поселення в общині Содражиця, регіон Південно-Східна Словенія, Словенія.